# Rovers Football Club
El Rovers Football Club fue un antiguo equipo de fútbol mexicano que jugó en la Liga Amateur de México antes de la profesionalización y creación de la Primera división mexicana. Tuvo como sede de sus partidos la Ciudad de México.

## Historia
Durante la temporada 1911-12 el British Club de manera repetida, pospuso sus partidos debido a que estaba corto de jugadores; así que, para la siguiente temporada unió esfuerzos con los jugadores del ya desaparecido equipo del Popo Football Club lidereado por el antiguo capitán del México Cricket Club  Richard Norman Penny mismo que junto con el propio Percy Charles Clifford capitán del British Club habían redactado el cuerpo de reglas originales para el primer campeonato mexicano en 1902. Los jugadores del  unidos a los del Popo Football Club más algunos jugadores novatos dieron forma al Rovers Football Club.
El Rovers FC debutó en la Liga Mexicana el 6 de octubre de 1912 ante el también debutante Club España, el Rovers ganó 3 a 0, las alineaciones de ese juego fueron: Rovers. Porter, R.N.Penny, Percy C.Clifford, Owens, Horace Sharp, Lloyd, Mills, McCullough, Harold Payne, Fred Nash y Pryor; España. F.G.Uvieta, F.Arias. J.A. Fernández, C.Foyo, L.Camino, F. Hormaechea, I.Quintana, D.Bonet, E.Escalada y R.Lanza.
La temporada 1912-13 fue muy buena para el Rovers que, en las figuras de Clifford y Penny, contaba con la mejor pareja de backs defensivos de la primera década del fútbol organizado en México. El portero Colin Robertson no pudo jugar el primer partido pero durante el resto del campeonato fue un elemento importante, lo mismo que los delanteros Payne, Nash y Pryor.
Para el último partido de la temporada el Rovers debía ganar al Reforma Athletic Club para proclamarse campeón; sin embargo, perdió ese compromiso por 1 a 0,.
quedando en tercer lugar por detrás del Reforma y del Club México que ganó la Liga.

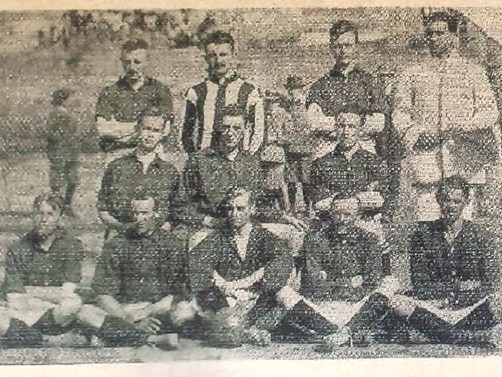
Equipo campeón de liga 1916

En la temporada 1914-1915 el Rovers quedó en tercer lugar y su delantero Harold Payne fue campeón goleador con 3 goles empatado con Bernardo Rodríguez y Francisco Valle ambos del España.
Al final el Rovers FC tuvo la misma suerte que el British Club, desapareció en 1916 debido en gran medida al estallido de la Primera Guerra Mundial, cuando muchos británicos residentes en México partieron rumbo a Europa para defender a su país. Con ello terminó la gran etapa constructiva del fútbol organizado en México impulsada y sostenida desde finales del siglo XIX por los británicos.

## Jugadores

### Jugadores importantes
- R.N. Penny fundador y capitán de los equipos México Cricket Club, San Pedro Golf Club, México Country Club, Popo Park FC y Rovers FC. Campeón en 1903-1904 con el México Cricket Club.
- Percy C. Clifford fundador y capitán del British Club y del Rovers FC. Campeón en 1907-1908 con el British Club.
- Arthur Hammond excelente centro medio que solo jugó la temporada 1914-1915 para el Rovers y que murió en la Primera Guerra Mundial.

## Palmarés
| Competición nacional | Títulos | Subcampeonatos   |
| -------------------- | ------- | ---------------- |
| Liga Mexicana (0/1)  |         | 1913-14          |
| Copa Tower (1/2)     | 1915-16 | 1912-13, 1914-15 |